# Grenoble Challenger 2003
Il Grenoble Challenger 2003 è stato un torneo di tennis facente parte della categoria ATP Challenger Series nell'ambito dell'ATP Challenger Series 2003. Il torneo si è giocato a Grenoble in Francia dal 22 al 28 settembre 2003 su campi in cemento indoor.

## Vincitori

### Singolare
Richard Gasquet ha battuto in finale  Harel Levy con il punteggio di 7–5, 7–6(1)

### Doppio
Paul Baccanello /  Harel Levy hanno battuto in finale  Rik De Voest /  Johan Landsberg con il punteggio di 5–7, 6–4, 7–6(5)